# كلوديا كاسبر
كلوديا كاسبر (بالإنجليزية: Claudia Casper)‏ (1957، تورونتو في كندا)؛ روائية كندية.